# 龟策
龟策，是指中国古代占卜工具龟甲和蓍草。《礼记·曲礼上》称：“龟为卜，策为筮”。龟就是龟甲，策就是蓍草。《史记》有龟策列传。《史记》至汉元帝、汉成帝时十篇有录无书，褚少孙补孝景本纪、孝武本纪，将相年表，礼书、乐书、律书，三王世家，蒯成侯、日者、龟策列传。

## 延伸阅读
[在维基数据编辑]
 《史記/卷128》，出自司馬遷《史記》